# Зингер, Исраэль
Исраэль Зингер — (родился 18 декабря 1948 г.) — израильский педагог и политик. С 2013 по 2018 год работал директором средней школы Блиха и мэром Рамат-Гана.

## Биография
Зингер родился в 1948 году в Бухаресте, Румыния. Он эмигрировал в Израиль со своей семьей в 1962 году, и получил степень магистра ядерной физики в 1978 году в Тель-Авивском университете. В 1985 году он был назначен директором средней школы Блиха до 2003 года. Зингер женат, у него трое детей.

### Политическая карьера
На выборах 2003 года выдвинул кандидатуру мэра Рамат-Гана, и был избран в городской совет.
На выборах 2008 года снова баллотировался на пост мэра Рамат-Гана. Он возглавлял муниципалитет до 2013 года.
На выборах 2013 года в третий раз баллотировался на пост мэра Рамат-Гана и победил после борьбы с Кармель Шама ха-Коэн, и был избран мэром с 52,4 % голосов.
15 декабря 2014 года был помещен на неделю под домашний арест по подозрению в коррупции. На две недели ему пришлось прервать свою деятельность в мэрии. В 2018 году следствие закончилось без доказательств вины. В том же году он потерял пост мэра в пользу Кармель Шама ха-Коэн.